# Barrio (Ashafar)
Barrio is een lied van de Nederlandse rapper Ashafar in samenwerking met de Marokkaans-Spaanse rapper Morad. Het werd in 2021 als single uitgebracht en stond in hetzelfde jaar als twaalfde track op het album Etappes van Ashafar.

## Achtergrond
Barrio is geschreven door Anass Laasila, Boris Kruyver, Morad El Khattouti en Zakaria Abouazzaoui en geproduceerd door Keyser Soze en Salisounzz. Het is een nummer dat past in het genre hiphop. In het lied rappen en zingen de artiesten over ambities, doorzettingsvermogens en successen. Dit doen zij deels in het Nederlands en deels in het Spaans. Het is de eerste keer dat de twee samen een hit hebben, al werkten ze wel al eerder samen op Peligroso. Ze herhaalden de samenwerking nogmaals op AMS - BCN.

## Hitnoteringen
De artiesten hadden bescheiden succes met het lied in het Nederlands taalgebied. Het stond op de 61e plaats van de Single Top 100 in de enige week dat het in deze hitlijst te vinden was. De Top 40 en haar Tipparade werden niet bereikt. Het werd daarnaast getipt voor de Vlaamse Ultratop 50, maar bereikte deze lijst niet.